# 홋타 슈헤이
홋타 슈헤이(일본어: 堀田 秀平, 1989년 5월 12일 ~ )는 일본의 전 축구 선수이다.

## 구단 경력
그는 2008년부터 2018년까지 J리그의 콘사돌레 삿포로, 블라우블리츠 아키타, 에히메 FC에서 활동하였다.